# Tk (소프트웨어)
Tk는 수많은 프로그래밍 언어에서 그래픽 사용자 인터페이스(GUI)를 빌드하기 위한 기본적인 GUI 위젯 요소들의 라이브러리를 제공하는 자유-오픈 소스 크로스 플랫폼 위젯 툴킷이다.
Tk는 데스크톱 애플리케이션 개발에 공통적으로 필요한 수많은 위젯을 제공하는데, 예를 들면 버튼, 메뉴, 캔버스, 텍스트, 프레임, 레이블 등이 있다. Tk는 리눅스, 맥 OS, 유닉스, 마이크로소프트 윈도우 등에 이식되었다. Tcl처럼 Tk는 유니코드 평면에서 유니코드를 지원하지만 Tk가 지원하는 UCS-2의 UTF-16 등 온전한 확장 유니코드를 처리하도록 확장되지는 못했다.
Tk는 새로운 위젯이나 다른 기능들을 제공하는 다양한 확장 기능들을 사용할 수 있도록 확장 가능성을 염두에 두고 설계되었다.

## 기능

### 기본 위젯
- button
- canvas
- checkbutton
- combobox
- entry
- frame
- label
- labelframe
- listbox
- menu
- menubutton
- message
- notebook
- panedwindow
- progressbar
- radiobutton
- scale
- scrollbar
- separator
- sizegrip
- spinbox
- text
- tk_optionMenu
- treeview

## 같이 보기
- Expect
- Tkinter